# Карелия (энциклопедия)
Энциклопе́дия «Каре́лия» — универсальное справочное издание в трёх томах, содержащее систематизированную информацию о природе, истории, культуре, науке, образовании и других сферах жизни Республики Карелия, о персоналиях, внесших значительный вклад в развитие Республики.

## История
В ноябре 1934 года в Автономной Карельской ССР началась подготовка к изданию многотомной «Карельской советской энциклопедии» (КСЭ) на русском и финском языках. В 1936 году был опубликован «Словник КСЭ», включавший 42 раздела и 20 000 заголовков планируемых словарных статей. На этом этапе работа была остановлена и более не возобновлялась.
9 октября 1997 года вышло постановление № 577 Председателя правительства Республики Карелия В. Н. Степанова «О подготовке к изданию Карельской энциклопедии», согласно которому формирование редакционной коллегии, авторского коллектива и координация их работы по подготовке рукописей к изданию и выпуску Карельской энциклопедии было возложено на Карельский научный центр Российской Академии Наук. В дальнейшем был организован редакционный совет, создана редакционная коллегия издания и началась работа по сбору материала.

## Редакционный совет
- Председатель совета — Катанандов С. Л.
- Заместители председателя — Колесов А. С., Титов А. Ф.
- Члены редакционного совета — Бойнич В. Д., Брун Г. Т., Васильев С. Б., Воронин А. В., Гриппа С. П., Давыдов В. Д., Крутов В. И., Левин Н. И., Лыков А. Н., архиепископ Мануил, Момотов В. А., Музалёва Т. Н., Муллонен И. И., Немова Н. Н., Селянин А. А., Шишкин А. И., Щипцов В. В., Юринов М. Н.

## Редакционная коллегия
- Главный редактор — Титов А. Ф.
- Заместители главного редактора — Иешко Е. П., Савватеев А. Ю.
- Члены редакционной коллегии — Бирин В. Н., Богданов В. Е., Болгов А. Е., Винокурова Н. М., Григович И. Н., Емец В. Л., Ивантер Э. В., Макаров А. А., Мишин А. И., Немкович Е. Г., Орфинский В. П., Пашков А. М., Петров П. И., Пивоев В. М., Рузанова Н. С., Светов А. П., Усачёва Е. В., Щипцов В. В., Шумилов М. И.

## I том (А—Й)
Выпуск первого тома энциклопедии состоялся в феврале 2008 года.
Первый том содержит свыше 800 словарных статей, более 1000 иллюстраций, карт, схем и таблиц.
Формат 69×90 1/8. Гарнитура Прагматика С. Печать офсетная. Бумага мелованная. 50 усл. п. л. 69, 2 уч.-изд. л. Тираж 3000 экз.
Отпечатано в ООО «Сказ» (Калининград).

### Содержание
- Общие сведение (стр. 9)
- Система органов муниципальной и государственной власти (стр. 11)
- Природа, ресурсы, охрана природы (стр. 13)
- История (стр. 45)
- Население (стр. 65)
- Экономика (стр. 69)
- Международные связи (стр. 79)
- Образование (стр. 83)
- Наука и техника (стр. 89)
- Культура (стр. 93)
- Здравоохранение (стр. 99)
- Физическая культура и спорт (стр. 103)
- Туризм (стр. 105)
- Библиография (стр. 109)
- Словарная часть (А — Й) (стр. 113)
- Приложения (стр. 386)

### Редакторская группа
- Руководитель редакторской группы — В. Л. Емец
- Ведущий редактор — Ю. В. Шлейкин
- Редакторы — А. М. Дундукова, Н. П. Кутьков, В. И. Чернецова
- Корректоры — Н. Н. Гурецкая, И. К. Мелешко
- Художественный редактор — В. П. Лобанов
- Технический редактор — М. В. Родионова

## II том (К—П)
Выпуск второго тома энциклопедии состоялся в июле 2009 года.
Второй том содержит свыше 1200 словарных статей, более 1100 иллюстраций, карт, схем и таблиц.
Формат 69×90 1/8. Гарнитура Прагматика С. Печать офсетная. Бумага мелованная. 50 усл. п. л. 80, 3 уч.-изд. л. Тираж 3000 экз.
Отпечатано в ОАО «Республиканская типография им. П. Ф. Анохина» (Петрозаводск).

### Содержание
- Словарная часть (К — П) (стр. 5)
- Основные сокращения (стр. 458)
- Аббревиатуры (стр. 461)

### Редакторская группа
- Руководитель редакторской группы — В. Л. Емец
- Редакторы — А. М. Дундукова, Т. В. Климюк, Н. П. Кутьков, В. И. Чернецова
- Корректоры — Н. Н. Гурецкая, В. И. Чернецова
- Художественный редактор — Н. П. Кутьков
- Технический редактор — М. В. Родионова

## III том (Р—Я)
Выпуск третьего тома энциклопедии состоялся в июле 2011 года.
Третий том содержит свыше 880 словарных статей и около 900 иллюстраций, карт, схем и таблиц.
Формат 69×90 1/8. Гарнитура Прагматика С. Печать офсетная. Бумага мелованная. 48 усл. п. л. 66, 5 уч.-изд. л. Тираж 3000 экз.
Отпечатано в ООО «Фрейг» (Москва).

### Содержание
- Словарная часть (Р — Я) (стр. 5)
- Герои Советского Союза — уроженцы и жители Карелии (стр. 317)
- Герои Советского Союза — участники советско-финляндской войны 1939—1940 годов (стр. 321)
- Герои Советского Союза — участники Великой Отечественной войны на Карельском фронте (стр. 324)
- Именной указатель (стр. 338)
- Основные сокращения (стр. 374)
- Аббревиатуры (стр. 377)
- Авторы энциклопедии «Карелия» (стр. 379)

### Редакторская группа
- Руководитель редакторской группы — Т. В. Климюк
- Редакторы — Л. В. Борисова, А. М. Дундукова
- Корректоры — Н. Н. Гурецкая, В. И. Чернецова
- Художественный редактор — Н. П. Кутьков
- Технический редактор — М. В. Родионова